# W24
W24 (en hangul, 더블유24) es una banda de rock idol surcoreana formada por J Army Entertainment. El cuarteto está compuesto por el guitarrista Kim Yun-soo, el baterista Kim Jong-gil, el líder y vocalista Cheong Ho-won y el tecladista Park Aaron. Formados en 2018, debutaron con su miniálbum Singing Dancing y promocionaron varias canciones. A fines de año, la banda recibió el Focus Award en los Asia Artist Awards y viajaron a Chile para convertirse en el primer grupo de k-pop en aparecer en la Teletón. El segundo miniálbum de W24, Stay a Moment, se publicó al año siguiente. Lanzaron una variedad de sencillos a lo largo de 2020. El bajista Park Ji-won abandonó la banda el 27 de diciembre de 2020.

## Historia
Kim Jong-gil, quien es el baterista y líder original de W24, tuvo estrechas relaciones con el CEO de J Army Entertainment. Asistió al Instituto de las Artes de Seúl, donde conoció al tecladista Park Aaron, al bajista Park Ji-won y al guitarrista Kim Yun-soo. Después de graduarse del instituto, Kim Jong-gil reunió a sus tres compañeros y exalumnos por recomendación del CEO para formar una banda. Los cuatro practicaron juntos durante dos años. Cheong Ho-won fue añadido a la alineación ocho meses antes del debut de la banda luego de audicionar exitosamente para convertirse en vocalista. Se unió al grupo porque quería «tocar los corazones de la gente». W24 fue formado como un quinteto de idols. El nombre es una abreviatura de «World 24 Hours», expresando el 
deseo de la banda de que su música se oiga durante 24 horas alrededor del mundo. Otras consideraciones del nombre del grupo incluyeron «One Way», «Luminant» y «Royal Family».
Antes de lanzar su primer miniálbum, W24 publicó la canción «Love Me». Su miniálbum debut Singing Dancing, que contiene su sencillo principal «Always Missing You» fueron lanzados el 8 de marzo de 2018. La banda incluyó canciones que sentían que fueran «fáciles y accesibles» para el público en general. Se embarcaron en promociones para «Everything Is Fine» y la canción principal. Publicaron el sencillo digital «Sosime» el 29 de octubre. La letra cuenta sobre un hombre tímido e introvertido, una reflección de los miembros de la banda. El trabajo de W24 les valió el Focus Award en los Asia Artist Awards 2018. La banda viajó a Chile y se presentó en la Teletón, convirtiéndose en el primer grupo de k-pop en lograrlo. El sencillo de género disco-funk «Solfamiredo» fue lanzado un mes antes de la publicación del segundo miniálbum de la banda. Stay a Moment y su canción principal se publicaron el 1 de agosto de 2019. W24 publicó una variedad de sencillos a lo largo de 2020, especialmente «Joahaeyo» y «Sunday Night». En noviembre, W24 entró a competir en el reality Asian Top Band, donde finalmente terminó en primer lugar, ganando el título final de «1st Asian Top Band». Park Ji-won terminó su contrato con J Army y abandonó la banda el 27 de diciembre
El 8 de marzo de 2021, W24 publicó el sencillo digital «Breath» para celebrar el tercer aniversario de su debut.

## Miembros
Lista de miembros y sus instrumentos.
- Kim Yun-soo (김윤수?) - líder y guitarrista
- Kim Jong-gil (김종길?) - baterista
- Cheong Ho-won (정호원?) - vocalista
- Park Aaron (박아론?) - tecladista

Anteriores
- Park Ji-won (박지원?) - bajista

## Discografía

### Álbumes

#### Extended plays
| Título          | Detalles                                                                                         | Posiciones en listas |
| Título          | Detalles                                                                                         | KOR                  |
| --------------- | ------------------------------------------------------------------------------------------------ | -------------------- |
| Singing Dancing | - Publicación: 8 de marzo de 2018 - Discográfica: J Army, Caios - Formatos: CD, descarga digital | —                    |
| Stay a Moment   | - Publicación: 1 de agosto de 2019 - Discográfica: J Army, Caios - Format: CD, descarga digital  | 86                   |

#### Álbumes en vivo
| Título                  | Detalles del álbum                                                                                  |
| ----------------------- | --------------------------------------------------------------------------------------------------- |
| Real Live Nanjang Vol.8 | - Publicacipón: 6 de septiembre de 2018 - Discográfica: Nanjang, Kobuco - Formato: descarga digital |

### Sencillos

#### Como artista principal
| Title                                                                                 | Año            | Álbum           |
| ------------------------------------------------------------------------------------- | -------------- | --------------- |
| "Love Me"                                                                             | 2018           | Singing Dancing |
| "Always Missing You" (점퍼 챙겨 나와 (romanización revisada, Jeompeo Chaenggyeo Nawa) | 2018           | Singing Dancing |
| "Sosime" (소심해 (romanización revisada, Sosimhae)) Sin álbum                         | 2018           |                 |
| "Solfamiredo" (솔파미레도 (romanización revisada, Solpamiredo)                        | 2019           | Stay a Moment   |
| "Stay a Moment"                                                                       | 2019           | Stay a Moment   |
| "Joahaeyo" (좋아해요 (romanización revisada, Johahaeyo)                               | 2020 Sin álbum |                 |
| "Sunday Night"                                                                        | 2020 Sin álbum |                 |
| "SNP (Shining Nature Purity)"                                                         | 2020 Sin álbum |                 |
| "A Night in Naju" (나주의 밤 (romanización revisada, Najueui Bam)                     | 2020 Sin álbum |                 |
| "Breath" (숨 (romanización revisada, Sum)                                             | 2021           |                 |
| "Once Upon a Time" (어린 날 (romanización revisada, Eorin Nal)                        | 2021           |                 |